# Romaldo Giurgola
Romaldo (Aldo) Giurgola AO (Roma, 2 de setembro de 1920 – Camberra, 16 de maio de 2016) foi um arquiteto italiano/estadunidense/australiano.
Foi professor da Universidade Cornell e da Universidade da Pensilvânia. Recebeu a Medalha de Ouro do AIA de 1982.
Morreu em 16 de maio de 2016, aos 95 anos. 

## Projetos
- Casa do Parlamento da Austrália, Canberra, Austrália (1981–1988).

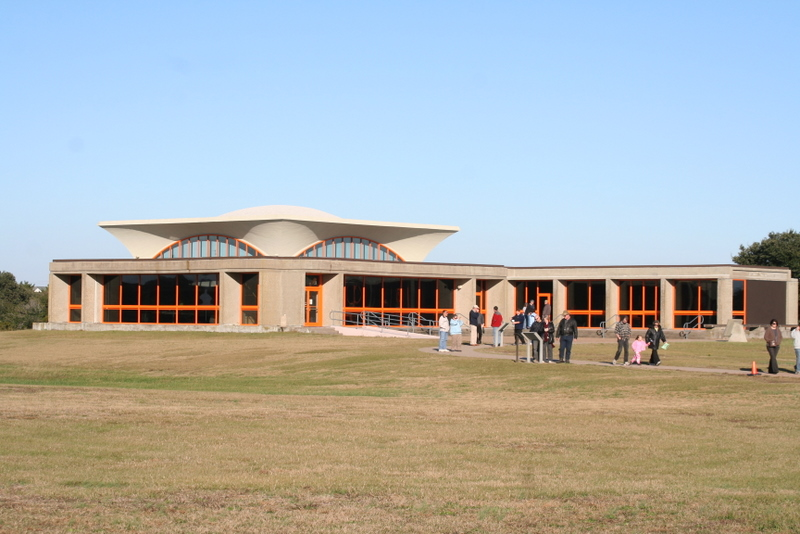
Wright Brothers National Memorial Visitor Center (1958–60), Kitty Hawk, Carolina do Norte.
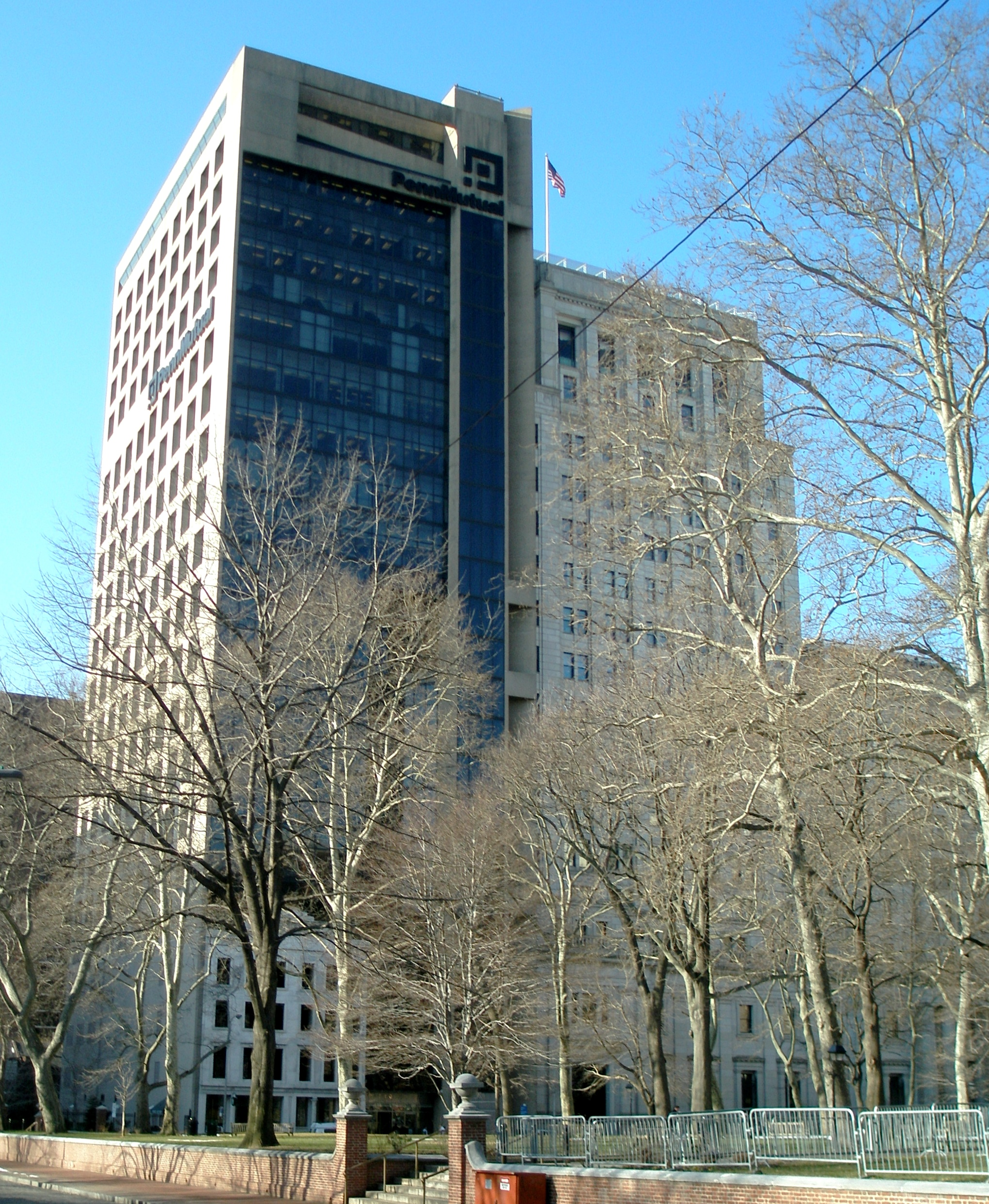
Penn Mutual Tower (1971–75), opposite Independence Hall, Philadelphia, Pennsylvania.
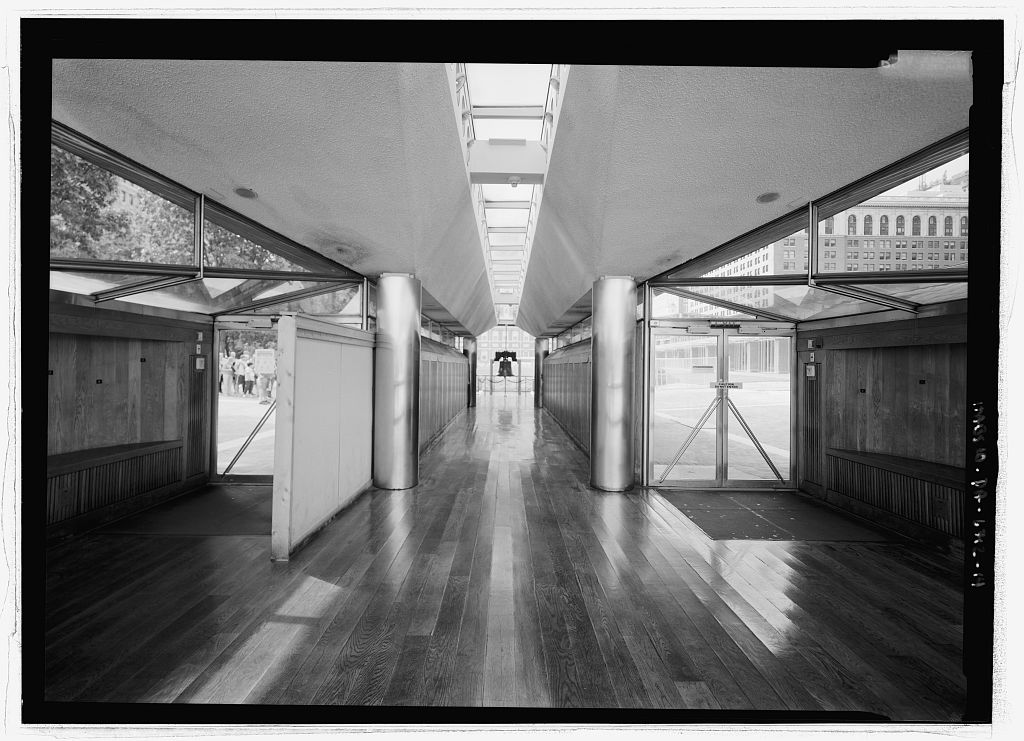
Liberty Bell Center (1974–75, demolished 2006), Philadelphia, Pennsylvania.
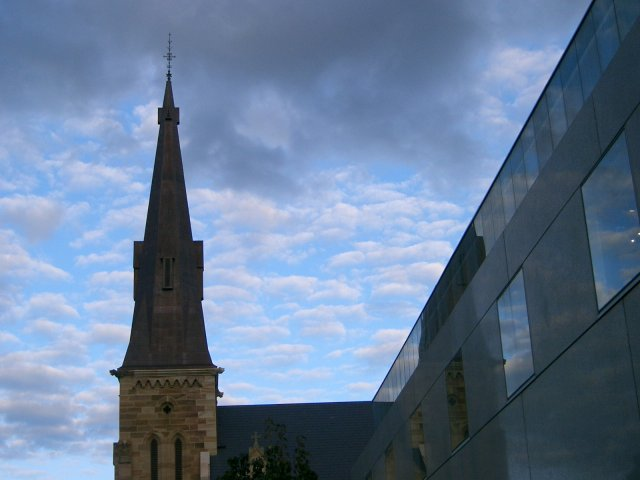
St Patrick's Cathedral, Parramatta, New South Wales, Australia (2003 addition, right).
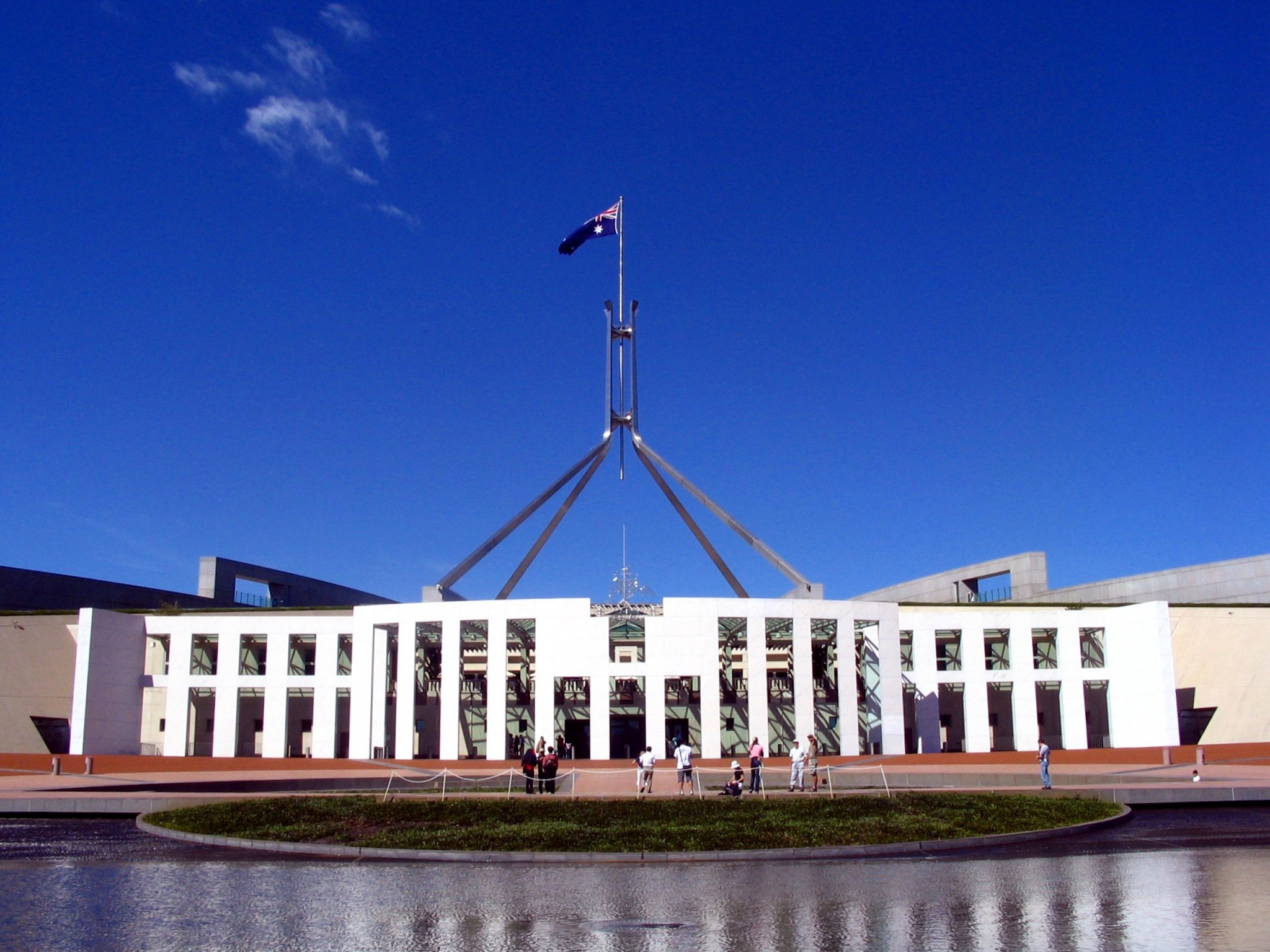
Casa do Parlamento da Austrália (1981–88), Canberra, Austrália.
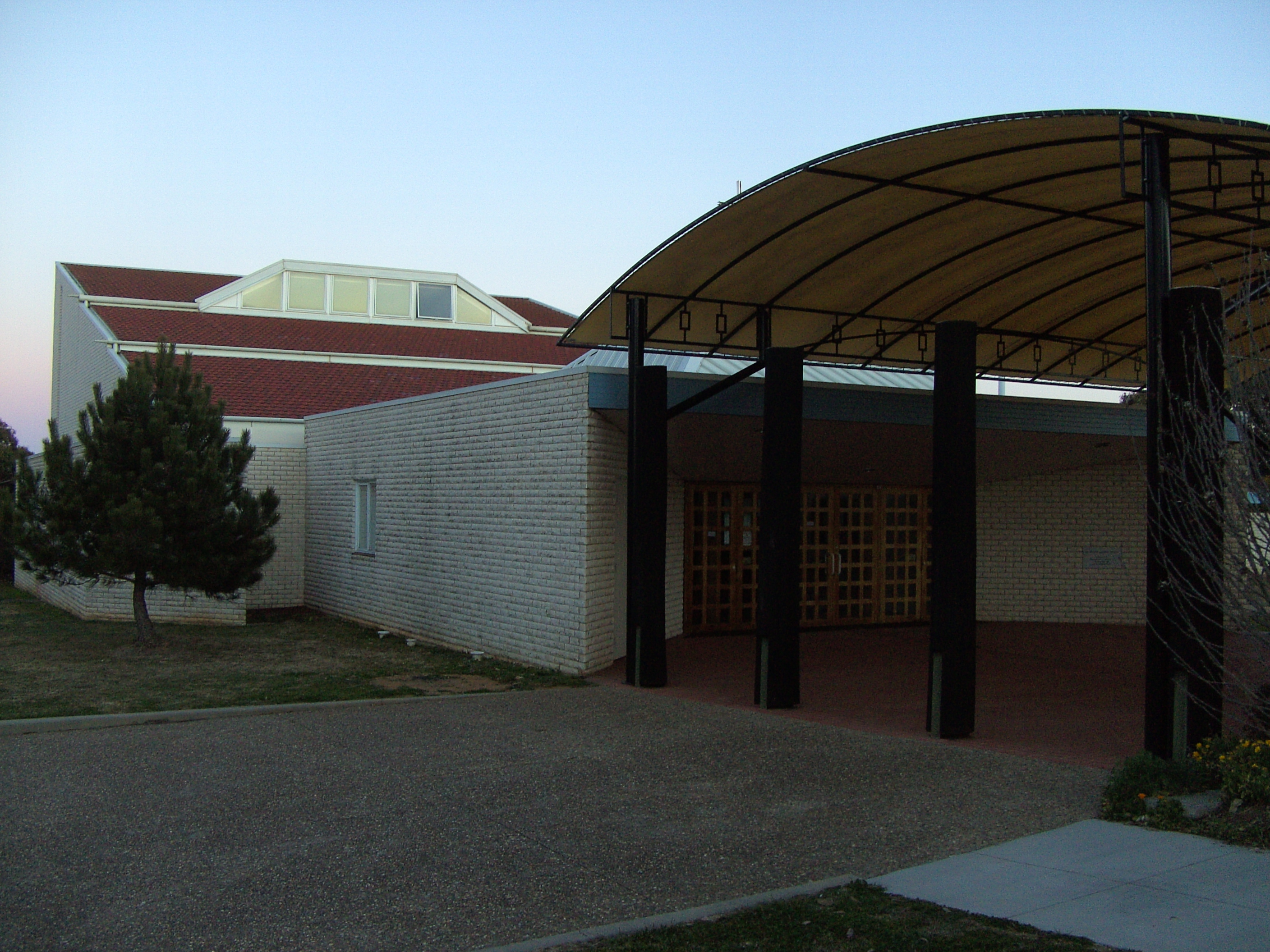
St Thomas Aquinas Roman Catholic Church, Charnwood, Australian Capital Territory (1989) north side and entrance doors −35,205675, 149,031897